# 深圳市第二高級中學
深圳市第二高级中学是中华人民共和国广东省深圳市的一所公立高级中学，位于南山区西丽街道创科路3号，直属于深圳市教育局，是广东省一级学校。
学校于2007年9月1日开办，同年开始招生，目前学校共有教职工约300人，60个教学班，在校学生约3000人。